# روي كوفين
روي كوفين (بالإنجليزية: Roy Coffin)‏ هو لاعب هوكي الحقل أمريكي، ولد في 10 مايو 1898 في فيلادلفيا في الولايات المتحدة، وتوفي في 10 نوفمبر 1982 في مقاطعة ديلاوير في الولايات المتحدة.

## وصلات خارجية
- روي كوفين على موقع أوليمبيديا (الإنجليزية)